# مانسی (حیفا)
المنسی یک روستای فلسطینی است که اهالی آن از سال ۱۹۴۸ کوچانده شده‌اند.
به گفته بنی موریس، مورخ اسرائیلی، تمام خانه‌های مانسی در روزهای بعد از اشغال ویران شد. این ممکن است نشان دهد که هاگانا حضور ثابتی در روستا نداشته‌است.
در سال ۱۹۲۲، ۷۲ نفر در روستا زندگی می‌کردند و در سال ۱۹۳۱، ۴۶۷ نفر (۲۳۰ مرد و ۲۳۷ زن) دارای ۹۸ خانه بودند. اکثر آنها مسلمان هستند، از جمله ۶ مسیحی (۴ مرد و ۲ زن). این سرشماری شامل سرشماری اعراب بنی صیدان، اعراب الذبیه، اعراب بنی غره و اعراب تولمه است. بر اساس آماری که از فرمان بریتانیا در سال ۱۹۴۵ پس از میلاد بدست آمده‌است در سال ۱۹۴۵ میلادی، جمعیت روستا به ۱۲۰۰ نفر افزایش یافت: ۱۱۸۰ مسلمان و ۲۰ مسیحی.
ریشه این نام به نام یکی از اولیای صالح صوفی ملقب به المنسی برمی گردد که چشمه ای را در آن منطقه که به نام او بود حفر کرد. منطقه اطراف، که شامل خانه‌های پراکنده‌ای بود که به عنوان هسته روستا عمل می‌کردند.